# Bundesstraße 417
Pour les articles homonymes, voir Route 417.

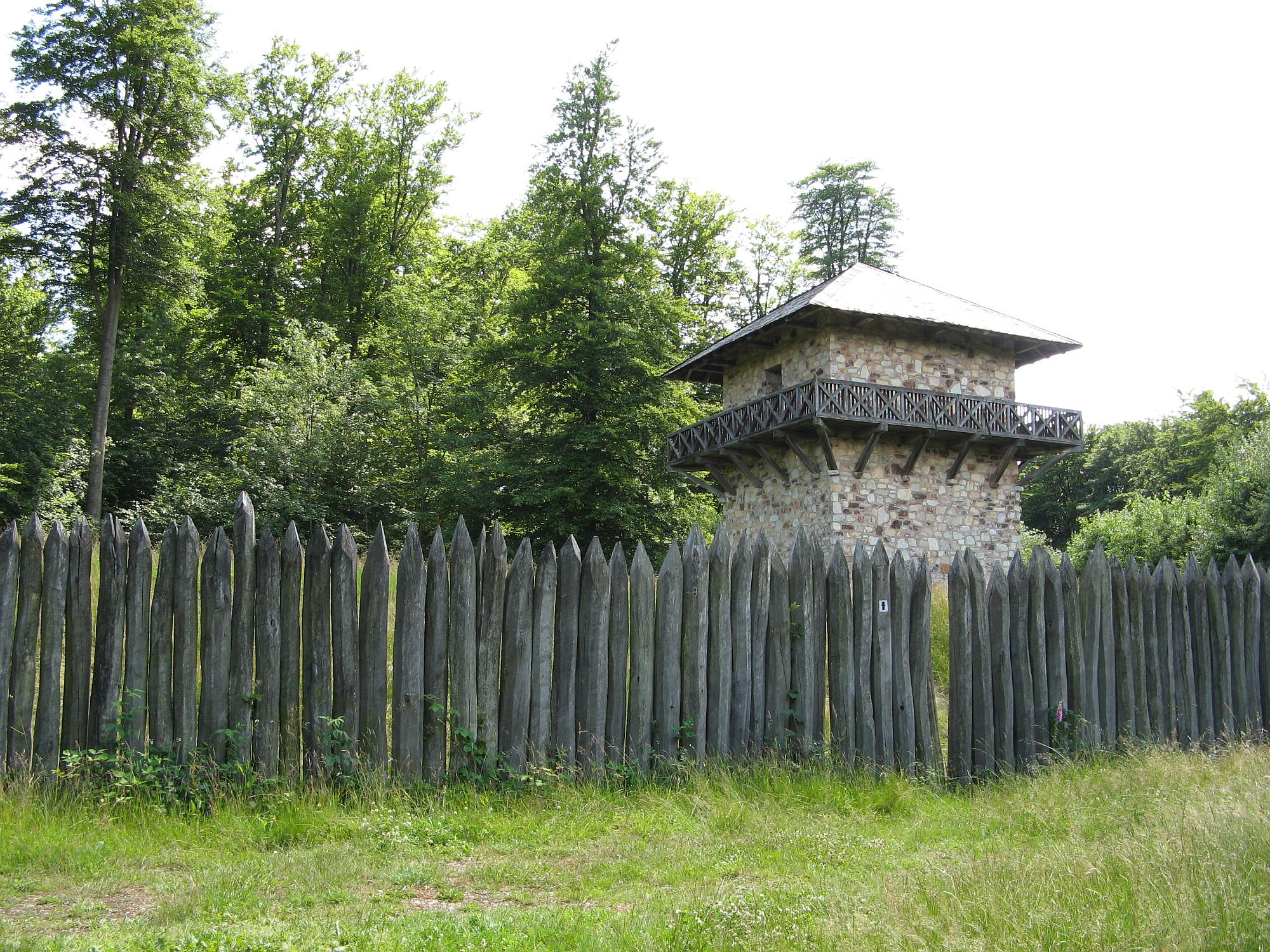
La partie reconstituée du Limes près d'Orlen sur la B 417

La Bundesstraße 417 est une Bundesstraße des Länder de Rhénanie-Palatinat et de Hesse. La section de Limbourg-sur-la-Lahn à Taunusstein-Neuhof est connue sous le nom de Hühnerstraße. La section de Neuhof à Wiesbaden, qui mène sur le Platte, est la Platter Straße.

## Géographie
La route va de Nassau à Wiesbaden. Elle bifurque à Nassau sur la rive gauche de la Lahn à partir de la Bundesstraße 260 "Bäderstraße", traverse la Lahn et tourne en amont sur la rive droite de la Lahn. À Laurenburg, il quitte la vallée de la Lahn vers le nord et mène à travers quelques villages jusqu'à Diez, où elle traverse à nouveau la Lahn, rejoint la Bundesstraße 54 et traverse les zones urbaines fusionnées de Diez et Limburg an der Lahn. Là, elle se sépare de la B 54, se confond avec la B 8 et, avec elle, passe sous les voies ferrées dans le Schiedetunnel à quatre voies. Peu avant la bifurcation Limburg-Süd, elle se sépare de la B 8 et tourne directement à droite vers Wiesbaden.
La section suivante de la B 417, la Hühnerstraße, n'a qu'un court passage local à travers les quartiers de Limbourg de Kirberg et Linter et représente donc une alternative plus courte à la conduite sur l'A 3/A 66. L'itinéraire est emprunté pour quelques tronçons par plusieurs bus régionaux et une ligne de bus express.
Neuhof, quartier de Taunusstein, a une route de contournement depuis décembre 1998. Après la bifurcation vers Taunusstein-Wehen, la B 417 monte sur un tronçon à trois voies (deux voies en montée, une voie en descente) jusqu'à la crête du Taunus qu'elle atteint au pavillon de chasse de Platte à 500 m d'altitude, point culminant de toute la route. Elle descend également sur trois voies jusqu'à Wiesbaden et se termine à la Dürerplatz, où elle rejoint à nouveau la B 54.

## Histoire
Le nom de Hühnerstraße pour la route historique à l'ouest du Hintertaunus est en fait une cacographie de Hünerstraße. Cependant, il ne faut pas la confondre avec la Hünerstraße menant plus à l'est d'Oberursel à Weilmünster en passant par le Taunus. L'origine du nom des deux routes remonte probablement au mot celtique "hön", qui signifie quelque chose comme "haut". Le long de la Hühnerstraße, il y a aussi plusieurs tumulus, principalement de la culture de Hallstatt. L'origine du mot Hünerstrasse est donc incertaine.
La Hühnerstrasse historique, avec la Hessenstraße et la Rennstraße, faisait partie de l'ancien réseau de routes du Taunus à l'époque celto-romaine. Elle traverse les deux grandes communes de Hünfelden et Hünstetten. Près d'Orlen, la route traverse une lime de Germanie. Une partie du système frontalier composé de palissades, douves, murailles et tour de guet fut reconstituée et est visible de la route. C'est là que se trouvait le camp romain de Zugmantel.
À l'intersection de la Hühnerstraße et de la Landesstraße de Hünstetten-Wallbach à Hünstetten-Limbach se trouve le domaine de la Hühnerkirche, sur lequel il y avait une église puis une auberge.

## Source
- (de) Cet article est partiellement ou en totalité issu de l’article de Wikipédia en allemand intitulé « Bundesstraße 417 » (voir la liste des auteurs).

1. ↑  (de) « Frontal gegen Baum geprallt: Tödlicher Unfall auf der B417 », sur Wiesbaden112, 2013 (consulté le 14 juillet 2021)
2. ↑  (de) Oliver Bock, « Boulevard statt „Stadtautobahn“ », sur Frankfurter Allgemeine Zeitung, 2020 (consulté le 14 juillet 2021)
3. ↑  (de) Mathias Gubo, « Spuren von römischem Luxus am Zugmantel bei Orlen », sur Wiesbadener Kurier (consulté le 14 juillet 2021)
4. ↑  (de) Dietwulf Baatz, Der römische Limes : Archäologische Ausflüge zwischen Rhein und Donau, Mann, 1993, 364 p. (ISBN 9783786117018, lire en ligne), p. 120